# Spytihnev I de Bohemia
Spytihněv I de Bohemia, duque de Bohemia de 894-895 a 915, año de su muerte.
Hijo primogénito de Bořivoj I de Bohemia y de Santa Ludmila. Siendo un niño a la muerte de su padre, Bohemia volvió a estar bajo dominio de la Gran Moravia. En 894, Spytihněv aprovechó la anarquía reinante tras la muerte del soberano Svatopluk I para tomar el poder. Así, Bohemia se independizó de la Gran Moravia y se aproximó cultural y políticamente al reino franco de Francia Oriental, y más particularmente a Baviera. 
En 895 participó en la Dieta imperial que se celebró en Augsburgo, en la que rechazó pagar tributo a Conrado I de Alemania y en la que se alió con Arnulfo I el Malo. Durante su mandato apoyó la propagación del cristianismo en sus tierras. En 903 derrotó a los húngaros, que amenazaban la frontera oriental de sus dominios.
Hizo edificar la iglesia de Nuestra Señora y el Castillo de Praga, donde se encuentra su tumba y la de su esposa. Su sucesor, según la regla vigente en la dinastía Přemyslida, fue su hermano, Bratislao I de Bohemia.